# 山口飛翔
山口飛翔（6月26日—），日本漫畫家。出身於東京都。東京藝術大學畢業。大學畢業後，獲得Afternoon四季獎2014年夏季佳作。

## 作品

### 連載作品
- 告白的時間+（《pixivP！》，全3回）
- 她和她的貓（原作：新海誠，《月刊Afternoon》2016年4月號－7月號，全1冊）代理：尖端出版、天闻角川
- 藍色時期（《月刊Afternoon》2017年8月號－連載中，已發行14冊／截至2023年7月）代理：東立出版社、天闻角川

### 短篇作品
- 山口飛翔短篇集 裸體模特兒（2022年）代理：東立出版社
  - 裸體模特兒（《good！afternoon》2015年5號）
  - 女孩子（《good！afternoon》2015年9號）
  - 神屋（《月刊Afternoon》2022年6月號－7月號）分成前後篇

### 插圖
- 、息？（著：竹宮悠由子，〈新潮文庫nex（日语：新潮文庫）〉2020年5月，全1冊）

## 其他
2019年3月11日於推特上公布自己結婚的消息，並公布了婚禮花絮。由於自身和先生都是遊戲迷，兩人將婚禮做成了角色扮演遊戲《Marriage Quest》，其中裡面登場的人物是詢問親朋好友後，根據他們的回覆跟實際長相繪製而成。

## 出演

### 廣播節目
- AFTER 6 JUNCTION（日语：アフター6ジャンクション）（2019年5月14日，TBS廣播）－伴著《藍色時期》特集作為嘉賓出演[3]。

## 腳註

## 外部連結
- 山口飛翔的X（前Twitter） （日語）
- TSUBASA YAMAGUCHI （页面存档备份，存于） （日語）－山口飛翔的官方個人部落格。